# Sara Gama
Sara Gama (født 27. marts 1989) er en kvindelig italiensk fodboldspiller, der spiller forsvar og er anfører for både Juventus Serie A og Italiens kvindefodboldlandshold.
Gama har tidligere spillet i franske Paris Saint-Germain Féminines i Division 1 Féminine, UPC Tavagnacco og Calcio Chiasiellis of Serie A, og den amerikanske USL W-League-klub Pali Blues.
Gama debuterede på det italienske A-landshold i juni 2006, i et 2–1 nederlag til Ukraine i kvalifikationen til VM i fodbold for kvinder 2007.
Den daværende italiensk landstræner Antonio Cabrini udtog Gama, til EM i fodbold for kvinder 2013 i Sverige. Hun var ligeledes med ved VM i fodbold for kvinder 2019 i Frankrig, hvor Italien nåede kvartfinalen.